# Aesop (azienda)
Aesop (stilizzato come Aēsop) è un marchio australiano di cosmetici di lusso che produce prodotti per la cura della pelle, dei capelli e fragranze. Ha sede a Collingwood, nello stato di Victoria, ed è una sussidiaria di L'Oréal.

## Storia
Aesop fu fondata dal parrucchiere Dennis Paphitis nel 1987 ad Armadale, un sobborgo di Melbourne. Suzanne Santos, attualmente Chief Customer Officer (Responsabile Clienti), rivestì un ruolo fondamentale nella fondazione e nella crescita dell’azienda. Fu la prima dipendente assunta da Paphitis.
Nel 2010, Harbert Australia Private Equity acquisì una partecipazione di minoranza nella società; Aesop utilizzò tale investimento per finanziare la propria espansione. Nel dicembre 2012, Aesop vendette il 65% delle proprie quote all’azienda brasiliana di cosmetici Natura Cosméticos, specializzata nella vendita diretta, per 71,6 milioni di dollari statunitensi (circa 100 milioni di dollari australiani). Natura acquisì la piena proprietà nel dicembre 2016.
A partire dal 2017, Aesop produsse 83 formulazioni di prodotto e tre accessori da barba. Nel 2020, l’azienda introdusse la sua prima linea di candele profumate, con tre nuove fragranze intitolate Ptolemy, Aganice e Callippus.
Per l’esperienza nazionale e internazionale dell’azienda nello sviluppo sostenibile e nei prodotti ecologici, nel 2020 l’Environment Possibility Award conferì ad Aesop il riconoscimento di "Green-Trend Leader". Nello stesso anno, Aesop divenne una B Corporation, ottenne nuovamente la certificazione nel 2024.
Aesop fu venduta nel 2023 da Natura & Co a L'Oréal per 3,7 miliardi di dollari australiani, permettendo al gruppo brasiliano di concentrarsi su altri marchi, mentre L'Oréal rafforzò il proprio portafoglio nel segmento della bellezza eco-sostenibile.

## Identità aziendale

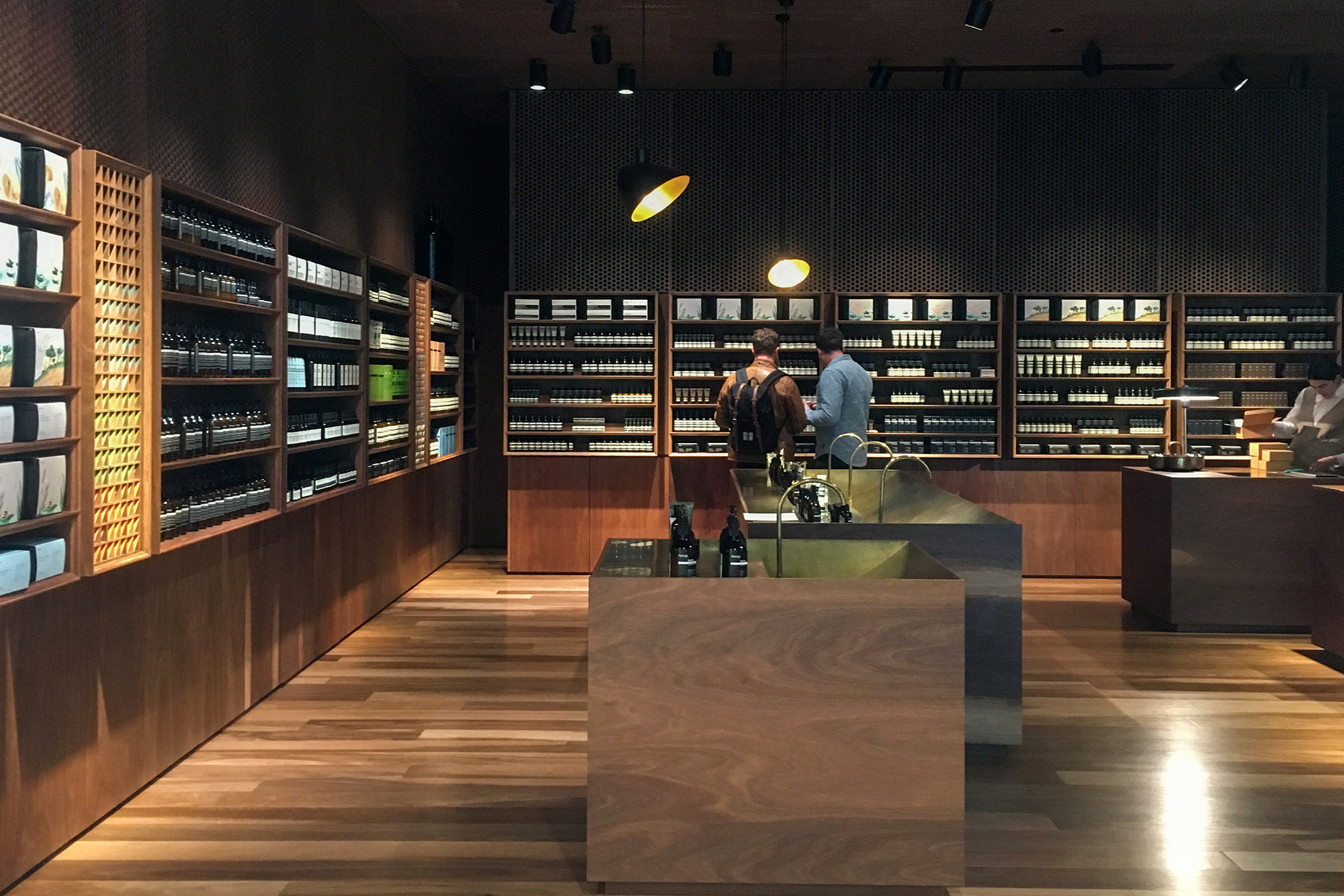
Aesop nel Emporium Melbourne, Australia

Il marchio è noto per adottare un approccio moderno al branding di prestigio. Ciò include la scelta di non utilizzare pubblicità tradizionali né sconti promozionali per vendere i propri prodotti, puntando invece a farsi notare e generare interesse attraverso il design dei prodotti, dei negozi, degli eventi e delle comunicazioni.

### Nome, logo e branding
Secondo il fondatore Dennis Paphitis, il nome del marchio è ispirato ad Esopo, il favolista e narratore greco noto per le sue numerose favole. In origine, il marchio si chiamava "Emeis" – che in greco significa "noi" – e prendeva il nome dal salone di parrucchiere che Paphitis gestiva all’epoca. Il nome fu poi cambiato in Aesop per ironizzare sulle affermazioni spesso esagerate dei concorrenti riguardo ai loro prodotti.
Aesop adotta un approccio minimalista al branding, con un logo che è semplicemente una trascrizione del nome del marchio nel font Optima. L’immagine del marchio è stata descritta dall’imprenditore sociale e scrittore Tony Kearney come la chiave del suo successo, attribuendo ad Aesop il merito di aver creato uno dei programmi di branding più belli esistenti.
Dopo 20 anni di attività, il marchio ha incaricato l’agenzia Work & Co, specializzata in strategia digitale, di ridisegnare l’esperienza online. Il nuovo sito web ha ricevuto ampie lodi dalla critica, vincendo tre premi.

### Design dei negozi
I negozi al dettaglio di Aesop sono noti per dare priorità alla rilevanza locale e alla sobrietà nel design. Designer e architetti di rilievo hanno partecipato alla creazione degli store Aesop.
Nel 2008, la designer britannica Ilse Crawford ha progettato il primo negozio Aesop a Londra, situato in un edificio vittoriano classificato di Grado II nel quartiere di Mayfair. Il negozio è stato apprezzato per il modo in cui ha restaurato un edificio storico integrando elementi moderni come ottone e ceramica, pur mantenendo dettagli originali, come il pavimento in pino pitch.
Nel 2021, lo studio di design ispano-canadese Odami è stato incaricato di progettare un nuovo punto vendita Aesop a Yorkville. Odami ha descritto il progetto come un omaggio alla storia di Yorkville, che conserva molte case in stile vittoriano. Sono stati evidenziati sia i dettagli in stile vittoriano, sia l’approccio minimalista del design.

## Azienda e dipendenti

### Cultura aziendale
Aesop ha una cultura aziendale interna distintiva, basata su minimalismo e ordine. I dipendenti Aesop sono chiamati "Aesopians" e devono seguire alcune regole aziendali peculiari, come l’uso esclusivo di quaderni Moleskine neri, penne nere, e l’obbligo di iniziare e concludere ogni email con un saluto o una formula di cortesia.

Gli uffici Aesop sono stati descritti come "minimalisti... simili a celle di prigione di lusso", e ai dipendenti non è permesso mangiare alla scrivania né tenere oggetti personali sul tavolo. Questo ordine riflette l’inclinazione al controllo del fondatore Dennis Paphitis, che ha ammesso:
“(Aesop) si affanna su decisioni apparentemente banali… per far sembrare tutto naturale… ci vuole moltissima energia.”
Altri elementi della cultura aziendale includono:
- Tenere i telefoni in modalità silenziosa negli uffici
- Usare solo i colori del marchio Aesop nei documenti aziendali

L’ex responsabile marketing, Lisa D'Amico, ha dichiarato:
“I colori usati nelle presentazioni PowerPoint sono davvero, davvero importanti, soprattutto per il consiglio di amministrazione. Se una persona non è d’accordo con questo, probabilmente non si troverà bene in Aesop.”
Tali linee guida sono state definite “specifiche ma vaghe”, rendendo l’ingresso in azienda stressante per alcuni candidati. D’Amico ha riconosciuto che Aesop porta il concetto di allineamento culturale all’estremo e ha osservato che la sintonia culturale tra Aesop e i suoi dipendenti deve essere reciproca.

## Distribuzione
Aesop possiede oltre 235 negozi monomarca di proprietà in Australia, Nuova Zelanda, Giappone, Canada, Singapore, Malesia, Filippine, Corea del Sud, Stati Uniti, Taiwan, Italia, Francia, Paesi Bassi, Germania, Svizzera, Austria, Russia, Hong Kong, Svezia, Norvegia, Spagna, Brasile, Emirati Arabi Uniti, Belgio e Regno Unito.
Negli Stati Uniti, i prodotti Aesop sono disponibili anche presso Nordstrom e Saks Fifth Avenue. In Canada, si trovano presso Holt Renfrew, Ogilvy e Saks Fifth Avenue. In Australia, Aesop gestisce anche dei corner all’interno di alcuni grandi magazzini Myer, come parte di una partnership esclusiva. Questi spazi seguono fedelmente l’estetica e l’esperienza clienti dei negozi monomarca, ma offrono un assortimento più limitato.